# Lalanne-Trie
Lalanne-Trie è un comune francese di 130 abitanti situato nel dipartimento degli Alti Pirenei nella regione dell'Occitania.

## Società

### Evoluzione demografica
Abitanti censiti